# Jezdectví na Letních olympijských hrách 2020
Jezdectví na Letních olympijských hrách 2020 v Tokiu probíhalo od 24. července do 7. srpna 2021 v Olympijském jezdeckém centru v Baji Koen.

## Soutěž
Jezdectví na Letních olympijských hrách 2020 má šest disciplín:
- individuální drezura
- družstevní drezura
- individuální parkurové skákání
- družstevní parkurové skákání
- individuální jezdecká všestrannost
- družstevní jezdecká všestrannost

## Medailisté
| Kategorie                           | Zlato                                                                             | Stříbro                                                                           | Bronz                                                                      |
| ----------------------------------- | --------------------------------------------------------------------------------- | --------------------------------------------------------------------------------- | -------------------------------------------------------------------------- |
| Drezura (jednotlivci)               | Jessica von Bredow-Werndl · Německo (GER)                                         | Isabell Werthová · Německo (GER)                                                  | Charlotte Dujardinová · Velká Británie (GBR)                               |
| Drezura (družstva)                  | Německo (GER) · Jessica von Bredow-Werndl · Dorothee Schneider · Isabell Werthová | Spojené státy americké (USA) · Sabine Schut-Kery · Adrienne Lyle · Steffen Peters | Velká Británie (GBR) · Charlotte Fry · Carl Hester · Charlotte Dujardinová |
| Jezdecká všestrannost (jednotlivci) | Julia Krajewski · Německo (GER)                                                   | Tom McEwen · Velká Británie (GBR)                                                 | Andrew Hoy · Austrálie (AUS)                                               |
| Jezdecká všestrannost (družstva)    | Velká Británie (GBR) · Laura Collett · Tom McEwen · Oliver Townend                | Austrálie (AUS) · Kevin McNab · Andrew Hoy · Steffen Peters                       | Francie (FRA) · Nicolas Touzaint · Karim Laghouag · Christopher Six        |
| Parkurové skákání (jednotlivci)     | Ben Maher kůň Explosion W · Velká Británie (GBR)                                  | Peder Fredricson · Švédsko (SWE)                                                  | Maikel van der Vleuten · Nizozemsko (NED)                                  |
| Parkurové skákání (družstva)        | Švédsko (SWE) · Henrik von Eckermann · Malin Baryard-Johnsson · Peder Fredricson  | Spojené státy americké (USA) · Laura Kraut · Jessica Springsteen · McLain Ward    | Belgie (BEL) · Pieter Devos · Jérôme Guery · Grégory Wathelet              |

## Přehled medailí
| Pořadí | Země                   | Zlato | Stříbro | Bronz | Celkově |
| ------ | ---------------------- | ----- | ------- | ----- | ------- |
| 1      | Německo                | 3     | 1       | 0     | 4       |
| 2      | Velká Británie         | 2     | 1       | 2     | 5       |
| 3      | Švédsko                | 1     | 1       | 0     | 2       |
| 4      | Spojené státy americké | 0     | 2       | 0     | 2       |
| 5      | Austrálie              | 0     | 1       | 1     | 2       |
| 6      | Belgie                 | 0     | 0       | 1     | 1       |
| 6      | Francie                | 0     | 0       | 1     | 1       |
| 6      | Nizozemsko             | 0     | 0       | 1     | 1       |
| celkem | celkem                 | 6     | 6       | 6     | 18      |